# Iké Ugbo
Iké Dominique Ugbo (Lewisham, Inglaterra, 21 de septiembre de 1998) es un futbolista canadiense que juega como delantero en el Sheffield Wednesday F. C. de la EFL Championship.

## Trayectoria

### Chelsea Football Club
En 2015 firmó su primer contrato profesional con el Chelsea, pero continuó jugando para los equipos sub-17 a sub-23. El 17 de julio de 2017 firmó un contrato de préstamo de una temporada con el Barnsley F. C. El 5 de agosto hizo su debut como suplente contra el Bristol City en una derrota por 3-1. Marcó su primer gol profesional el 26 de agosto contra el Sunderland. El 3 de enero de 2018 el período de préstamo finalizó debido a la falta de tiempo de juego.
Al día siguiente se unió al Milton Keynes Dons Football Club de la English Football League One en calidad de préstamo por el resto de la temporada 2017-18. El 6 de enero hizo su debut con el club, participando en una victoria a domicilio por 1-0 en la tercera ronda de la FA Cup sobre el Queens Park Rangers Football Club.
Se unió al Scunthorpe United Football Club cedido en agosto de 2018, junto a Jak Alnwick.
En agosto de 2019 se anunció que viajaría a Países Bajos para pasar la temporada cedido en el Roda JC Kerkrade de la Eerste Divisie.
El 18 de agosto de 2020 fue cedido al Círculo de Brujas.

### K. R. C. Genk
En agosto de 2021 firmó un contrato permanente con el K. R. C. Genk. Hizo su primera aparición competitiva el 29 de agosto contra el R. S. C. Anderlecht sustituyendo a Paul Onuachu y anotando el gol de la victoria por 1-0.
En enero de 2022 fichó cedido por el E. S. Troyes A. C. Hizo su debut el 13 de febrero, jugando los 90 minutos en una derrota por 5-1 ante el Stade Brest 29 en la Ligue 1. En total participó en 14 encuentros en los que logró cinco goles, regresando al club en agosto después de ser fichado por cuatro años. Tras el primero de ellos fue prestado al Cardiff City F. C. y al Sheffield Wednesday F. C. A este último regresó en agosto de 2024 en propiedad.

## Selección nacional
Ugbo era elegible para representar a Inglaterra (por nacimiento), Canadá (por residencia juvenil) y Nigeria (por sus padres).

### Inglaterra
Ugbo ha representado a Inglaterra a nivel sub-17 y sub-20. En junio de 2017 representó a Inglaterra sub-20 en el Torneo Esperanzas de Toulon de 2017, anotando el único gol en su partido inaugural de la fase de grupos contra Angola por 1-0 y convirtió un penal en la tanda de penaltis de la final contra Costa de Marfil, ayudando a su equipo a ganar el título.

### Canadá
En septiembre de 2021 anunció que había decidido cambiar su lealtad internacional a Nigeria. Sin embargo, dos meses después, el 4 de noviembre, optó por jugar con Canadá. Al día siguiente fue llamado al equipo nacional para los partidos de clasificación para la Copa Mundial de Fútbol de 2022 de ese mes contra Costa Rica y México. Hizo su debut internacional con Canadá en el partido contra Costa Rica el 12 de noviembre, apareciendo como suplente en el minuto 83.